# Elezioni parlamentari in Moldavia del 2014
Le elezioni parlamentari in Moldavia del 2014 si tennero il 30 novembre.

## Risultati
| Liste                                               | Voti      | %     | Seggi |
| --------------------------------------------------- | --------- | ----- | ----- |
| Partito dei Socialisti della Repubblica di Moldavia | 327.912   | 20,51 | 25    |
| Partito Liberale Democratico di Moldavia            | 322.201   | 20,16 | 23    |
| Partito dei Comunisti della Repubblica di Moldavia  | 279.366   | 17,48 | 21    |
| Partito Democratico della Moldavia                  | 252.489   | 15,80 | 19    |
| Partito Liberale                                    | 154.518   | 9,67  | 13    |
| Partito Comunista dei Riformatori di Moldavia       | 78.716    | 4,92  | -     |
| Scelta della Moldavia                               | 55.089    | 3,45  | -     |
| Partito Movimento Popolare Antimafia                | 27.846    | 1,74  | -     |
| Partito Liberale Riformatore                        | 24.956    | 1,56  | -     |
| Altri <1,00%                                        | 75.425    | 4,72  | -     |
| Totale                                              | 1.598.518 |       | 101   |